# Amadriadi

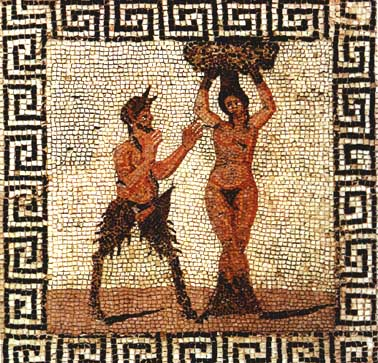
Pan e Amadriade, mosaico a piastrelle trovato a Pompei antica e conservato al Museo Archeologico di Napoli.

Le amadriadi (in greco antico: Ἁμαδρυάδες?, Hamadryádes; da Hama e Drys, "coesistente con gli alberi") sono figure della mitologia greca che vivono all'interno degli alberi. Esse sono un tipo particolare di Driadi, le quali sono  loro volta un tipo particolare di ninfe. Sono in parte associabili alle Querquetulanae, le ninfe romane del querceto.
Le amadriadi nascono legate a un certo albero; alcuni credono si tratti dell'albero reale, siano cioè una sua personificazione, mentre le normali driadi sono entità spirituali o divinità degli alberi. Se l'albero è morto, pure l'amadriade associata a esso muore, ed è per questo che gli dei puniscono i mortali che si permettono di danneggiare senza alcun motivo gli alberi. Un sacrilegio involontario fu commesso dalla principessa Driope, che venne per questo trasformata in Amadriade a sua volta.

## Nomi

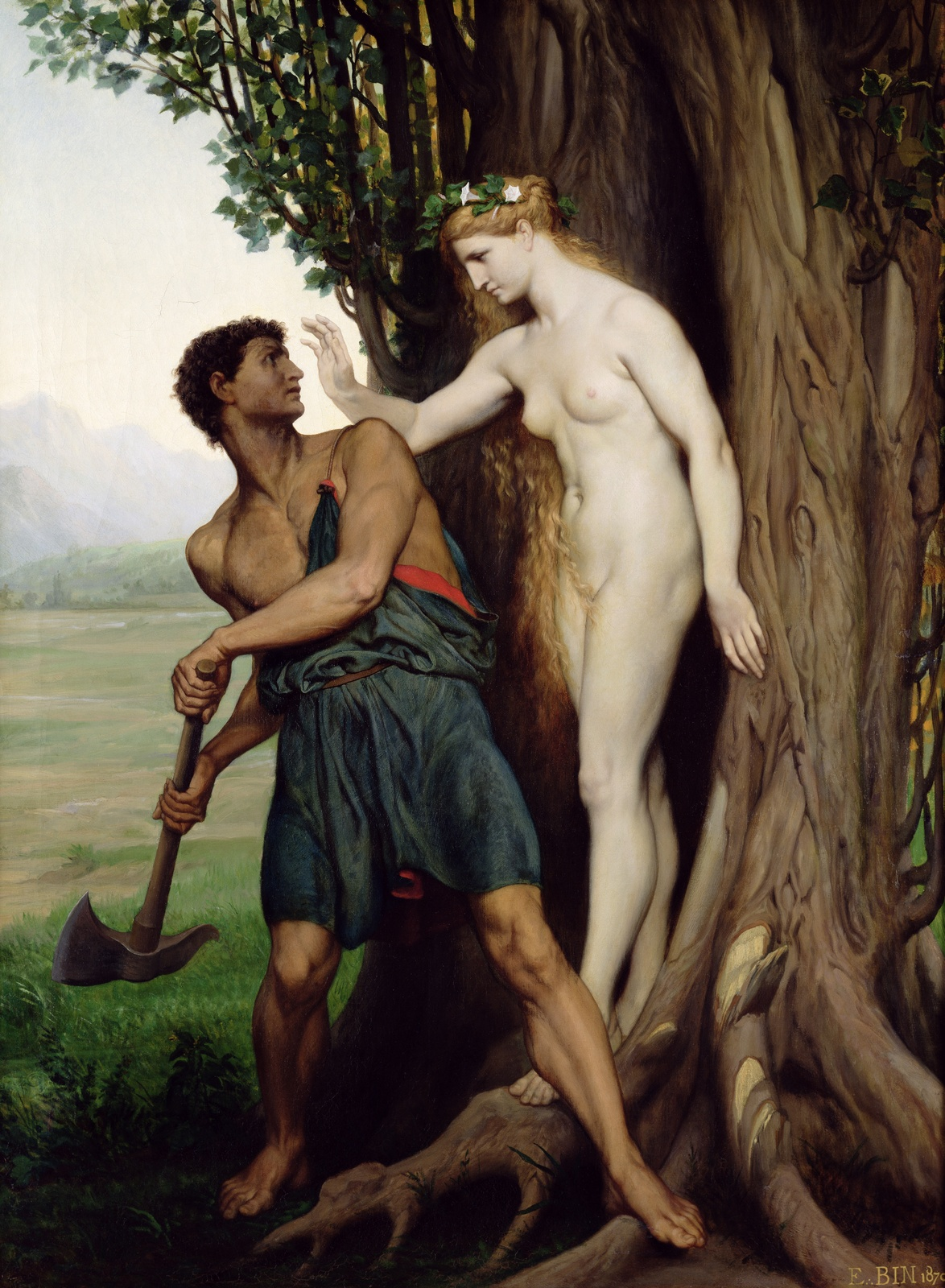
Il boscaiolo e l'amadriade Aigeirus (1870), di Émile Bin.

I Dipnosofisti di Ateneo di Naucrati elenca otto amadriadi, figlie di Ossilo (figlio di Oreio) e di sua sorella Amadriade:
- Karya (noce, nocciolo o castagno);
- Balanos/Balanus (quercia, ma da cui prende nome anche il crostaceo o ghianda di mare Balanus appartenente ala famiglia delle Balanidae);
- Kraneia (corniolo o ciliegio);
- Morea (gelso);
- Aigeiros (Pioppo nero);
- Ptelea (olmo. Da cui prende nome il genere Ptelea appartenente alla famiglia delle Rutaceae);
- Ampelos (vitis vinifera. Derivante dal nome di Ampelo, il satiro adolescente amato da Dioniso);

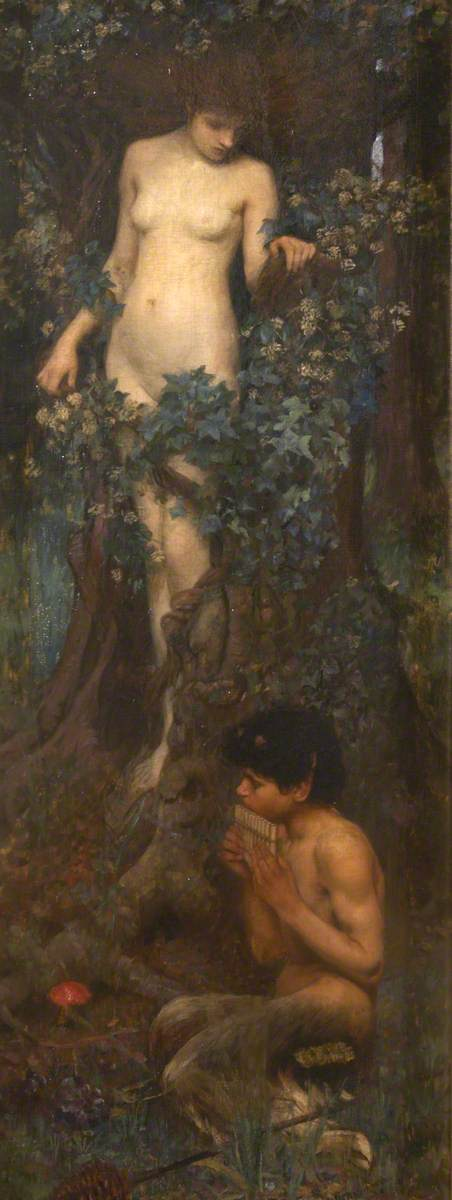
Amadriade (1895, con giovane satiro ai suoi piedi che suona il flauto di Pan), di John William Waterhouse.

- Syke (ficus).

## Mitologia
Callimaco nel suo "Inno a Delo" ci dice che la disposizione e il temperamento di queste divinità varia in base al tipo di albero posto sotto la loro protezione, pagando in lacrime quando le foglie cadono o in grida di gioia rauca con l'arrivo delle piogge primaverili sul giovane fogliame verde.
Vi sono poi leggende che descrivono il potere vendicativo che queste ninfe erano in grado di esprimere verso coloro che minacciavano i loro alberi, altre storie ci parlano della punizione che cadde su coloro che avevano tagliato senza permesso i loro alberi o che si allontanavano dalle preghiere assegnate a tali divinità, essendo loro considerate come intermediari tra i mortali e gli immortali.

### Evoluzioni
Alle amadriadi viene fatto riferimento in un poemetto di Edgar Allan Poe, Sonetto alla Scienza (facente parte della raccolta Tamerlano e altre poesie).
Anche il filosofo e scrittore Anthony Ashley Cooper (III conte di Shaftesbury) in Characteristics of Men, Manners, Opinions, Times (1714: Trattato 4, Parte 3, Sezione 1).
In Giallo cromo (1921), primo romanzo pubblicato da Aldous Huxley, il personaggio di Anne Wimbush viene indicato come "l'amadriade sottile i cui movimenti erano come l'ondeggiare di un giovane albero nel vento".
Ne Le cronache di Narnia di C. S. Lewis vengono descritte e presentate sia le driadi sia le amadriadi.

## Biologia
La figura è stata immortalata nei nomi di due generi di animali, quello della farfalla denominata "Amadriade", e quello della scimmia settentrionale originaria dell'Asia minore, il babbuino Papio hamadryas. Il lepidottero è una delle specie di farfalla maggiormente arboricole e comunemente opera una mimetizzazione tra i rami degli alberi, nutrendosi di linfa, frutta marcita e sterco; il tipo di babbuino "Amadriade" era invece una delle scimmie più conosciute nell'Ellade, in quanto esistente in Egitto e in Asia.